# PCUNIX
PCUNIX (anglická výslovnost [ˌpiːsiːˈju:niks]) byl nenáročný 16bitový operační systém unixového typu, určený pro IBM PC/XT i PC/AT. Technicky šlo o nadstavbu systému MS-DOS. Na rozdíl od plnokrevných Unixů obsahoval jen 60 základních příkazů (namísto 200–300) a úplný Bourne shell. Dodával se v sadě 5 instalačních disket à 360 KiB, včetně zkomprimovaných zdrojových souborů. Jeho ústup započal s nástupem portů Unixu pro 32bitové osobní počítače (platforma IA-32).

## Vlastnosti systému
PCUNIX zobrazuje souborový systém MS-DOSu v notaci Unixu; takové sdílení systému souborů umožňuje v PCUNIXu hladké používání programových a uživatelských prostředků „mateřského“ systému (kompilátory, editory, CAD), což s sebou nese výhodu oproti ostatním Unixům, které toto, bez instalace dodatečného software, neumožňují.
Zajímavé je, že PCUNIX má úplně jiná systémová volání než klasický Unix: Programy v něm vytvořené nelze do Unixu přenést.
PCUNIX je víceprocesový (podporuje max. 10 procesů běžících současně) a víceuživatelský OS až pro 3 uživatele – prvý obsluhuje PC a ti další terminály připojené k sériovému portu v asynchronním režimu s rychlostí 9 600 Bd/s.

## Spuštění a ukončení běhu
Z prostředí shellu (COMMAND.COM) se PCUNIX spustí příkazem
```
C:\>PCUNIX
```

Takto spuštěný systém vypíše na standardní výstup řetězec znaků
```
login:
```

 další interakce je v unixovém stylu.
Zastavení činnosti probíhá po zadání
```
login:shutdown
```

 (shutdown je rezervované uživatelské jméno)
```
password
```

 zadá se a potvrdí heslo správce počítače-uživatele root
```
C:\>
```

 řízení se předá MS-DOSu, který zobrazí příkazový řádek.